# طواف مسقط 2024
طواف مسقط 2024 هو سباق دراجات هوائية من فئة  1.1، وهو الموسم الثاني من طواف مسقط ‏، وأقيم في 9 فبراير 2024.
فاز بالمركز الأول Finn Fisher-Black ‏، وفاز بالمركز الثاني Luke Lamperti ‏، وفاز بالمركز الثالث أموري كابيو.

## الفرق
| فرق عالمية (9)- Arkéa-B&B Hotels - Soudal Quick-Step - UAE Team Emirates - Intermarché-Wanty - Team Jayco AlUla - Team dsm-firmenich PostNL - Bora-Hansgrohe - Cofidis - Astana Qazaqstan Team فرق برو (4)- Lotto Dstny - Equipo Kern Pharma ‏ - أونو-إكس موبيليتي ‏ - برجس بي إتش 2024 ‏ فرق قارية (3)- JCL Team Ukyo ‏ - تيرينجانو سايكلنج تيم ‏ - Roojai Insurance (cycling team) ‏ |  |
| |  |

## التصنيف العام النهائي
| التصنيف العام         | التصنيف العام      | التصنيف العام     | التصنيف العام | التصنيف العام |
| العداء                | العداء             | الفريق            | الوقت         |               |
| --------------------- | ------------------ | ----------------- | ------------- | ------------- |
| 1                     | Finn Fisher-Black ‏ | UAE Team Emirates | 4 س 27 د 43 ث |               |
| 2                     | Luke Lamperti ‏     | Soudal Quick-Step | + 4 ث         |               |
| 3                     | أموري كابيو        | Arkéa-B&B Hotels  | + 4 ث         |               |
|                       |                    |                   |               |               |
| مصدر: ProCyclingStats |                    |                   |               |               |

## وصلات خارجية
- لمحة عن سباق طواف مسقط 2024 على موقع  ProCyclingStats   (برو  سايكلنج  ستاتس) - إحصاءات  محترفي  الدراجات.
- طواف مسقط 2024 على موقع إحصائيات الدراجات الإحترافية (الإنجليزية)